# Inuyama

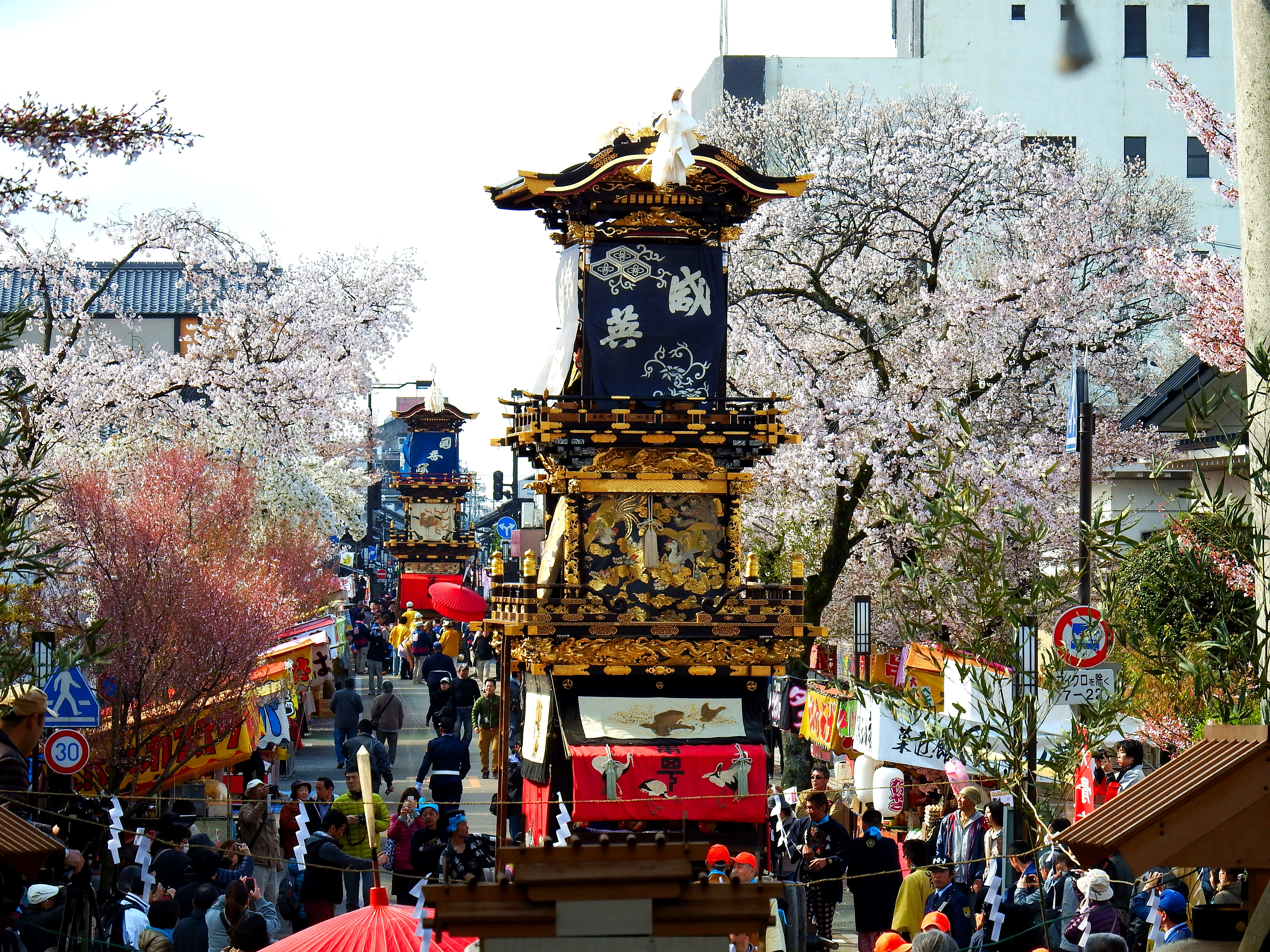
Inuyama Festival

Inuyama (jap. 犬山市, -shi, wörtlich: Hundsberg) ist eine Stadt im Norden der Präfektur Aichi auf Honshū, der Hauptinsel von Japan.

## Geografie
Inuyama liegt in einer landschaftlich attraktiven Gegend direkt am Kiso-Fluss und ist bekannt als Touristenstadt.
Die Bevölkerung betrug 73.090 Einwohner im Jahr 2020.

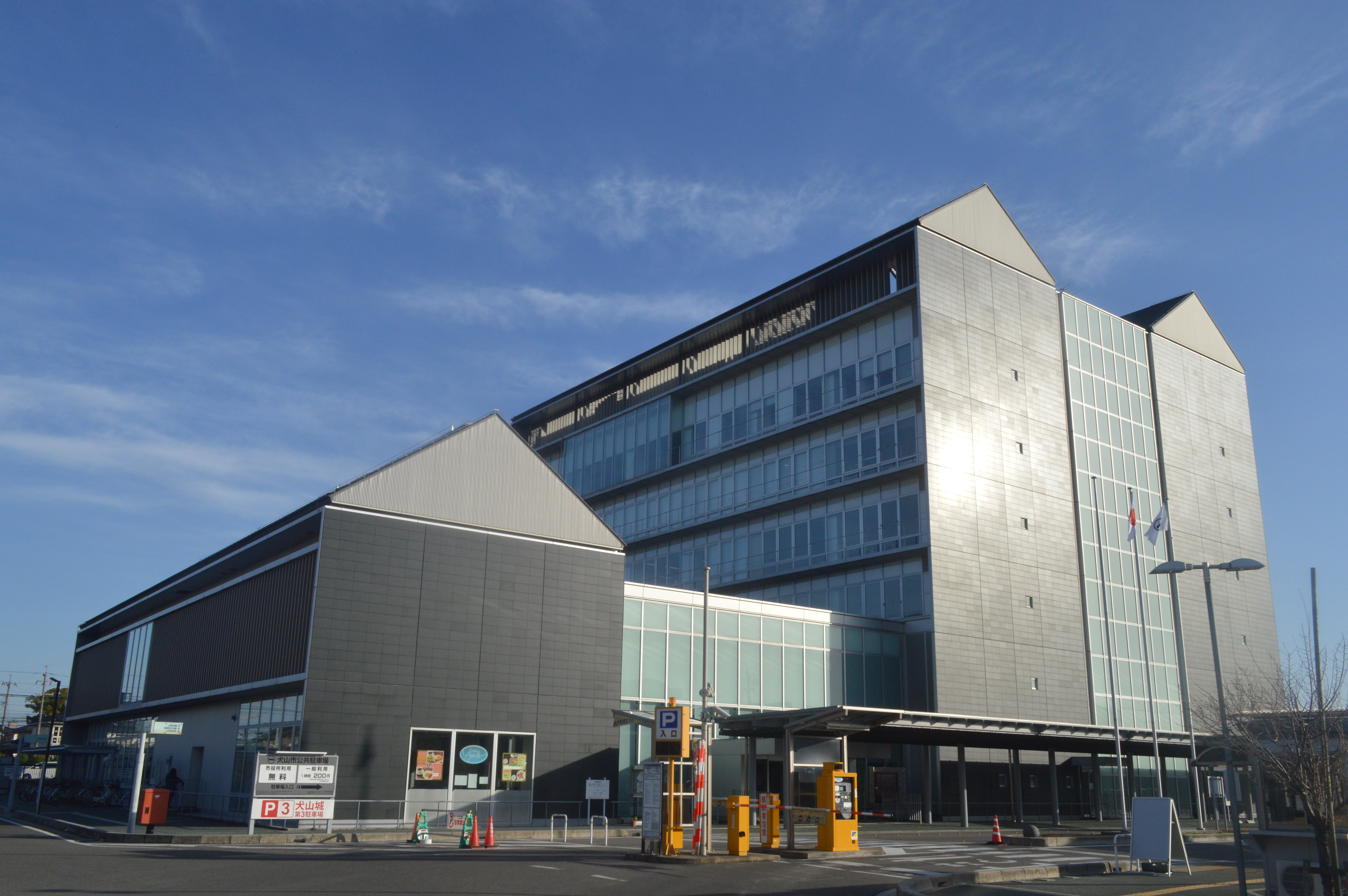
Rathaus

| Jahr          | 1995   | 2000   | 2005   | 2010   | 2015   | 2020   |
| ------------- | ------ | ------ | ------ | ------ | ------ | ------ |
| Einwohnerzahl | 71.342 | 72.583 | 74.294 | 75.198 | 74.308 | 73.090 |

## Geschichte
Inuyama ist eine alte Burgstadt. Stadtrecht erhielt der Ort am 1. April 1954 aus dem Zusammenschluss der Gemeinde Inuyama mit vier anderen Dörfern.

## Sehenswürdigkeiten

### Burg Inuyama

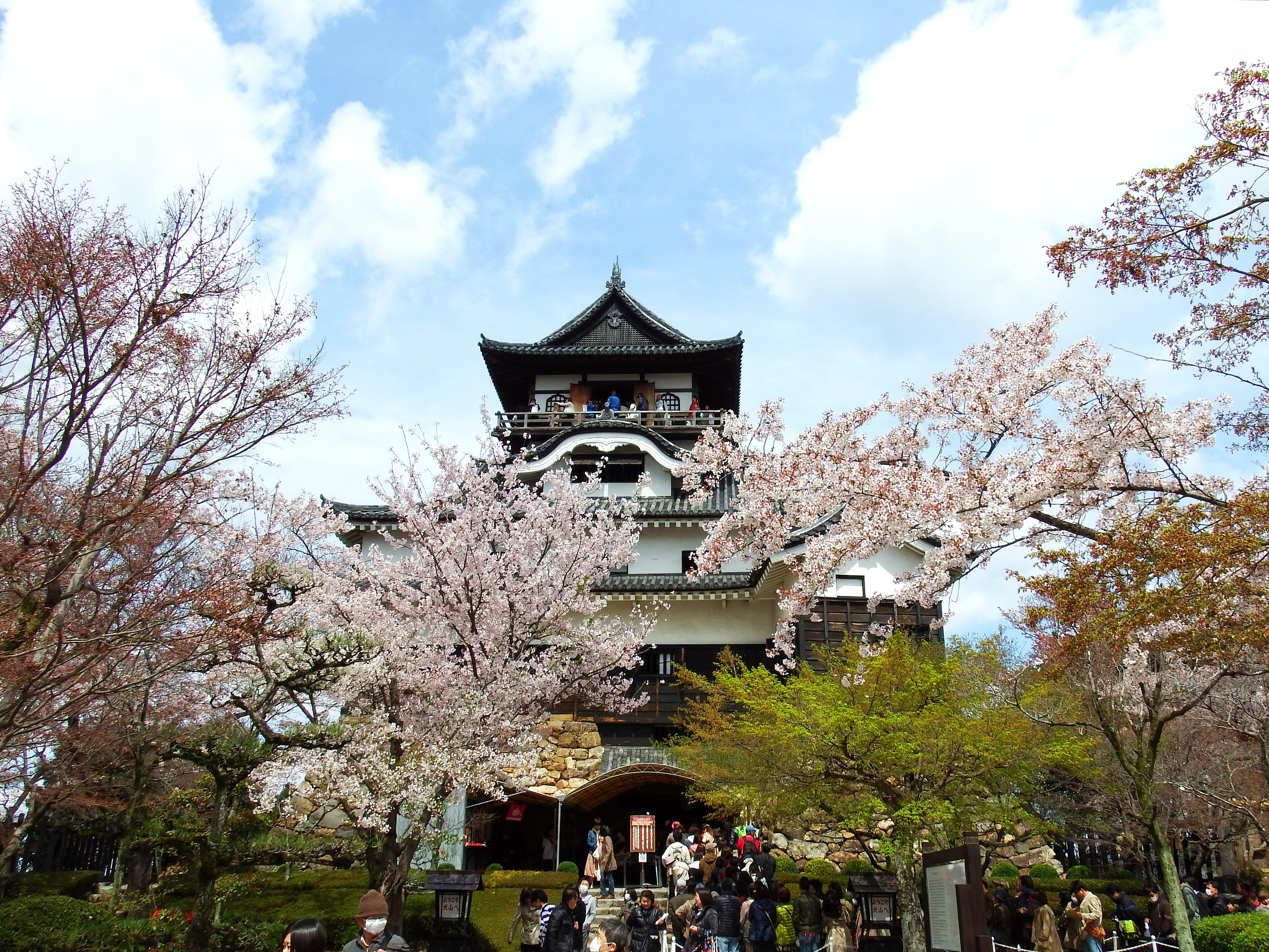
Burg Inuyama

Die Burg Inuyama erhebt sich 40 m über die Stadt und überblickt den Fluss Kiso. Sie ist auch bekannt als Hakutei-jō (Burg des weißen Kaisers), benannt nach dem Konfuzianergelehrten Ogyū Sorai während der Edo-Zeit. Sie besteht aus vier Stockwerken mit zwei Untergeschossen, hat aber nur drei Dachgruppen. Die Burg wurde zum Nationalschatz Japans im Jahre 1935 und ein weiteres Mal 1952 erklärt.
Ihr heutiges Erscheinungsbild stammt von Oda Nobuyasu, dem Großvater Oda Nobunagas, der die Burg 1537 erbauen ließ. Nach Fertigstellung wechselten rasch hintereinander ihre Besitzer. Nachdem Toyotomi Hideyoshi die Kontrolle über die Gegend erlangte, übertrug er die Leitung der Burg an Ishikawa Sadakiyo. Nach der Niederlage Hideyoshis durch Matsudaira Tadayoshi ging sie an Ogasawara Yoshitsugu über. Von 1616 bis zur Meiji-Zeit war sie im Besitz der Naruse-Familie; nach der Meiji-Restauration wurde sie 1869 von der Regierung beschlagnahmt.
Während des großen Nobi-Erdbebens 1891 wurde die Burg beschädigt. Unter der Auflage, die notwendigen Reparaturen durchzuführen, wurde sie der Naruse-Familie wieder übereignet und ist somit die einzige Burg Japans in privater Hand. Durch den glücklichen Zufall, dass sie seit ihrer Erbauung trotz all der Kriege nie zerstört wurde, ist sie heute die älteste im Original erhaltene Burg Japans, die aus Holz gebaut ist.

### Uraku-Garten

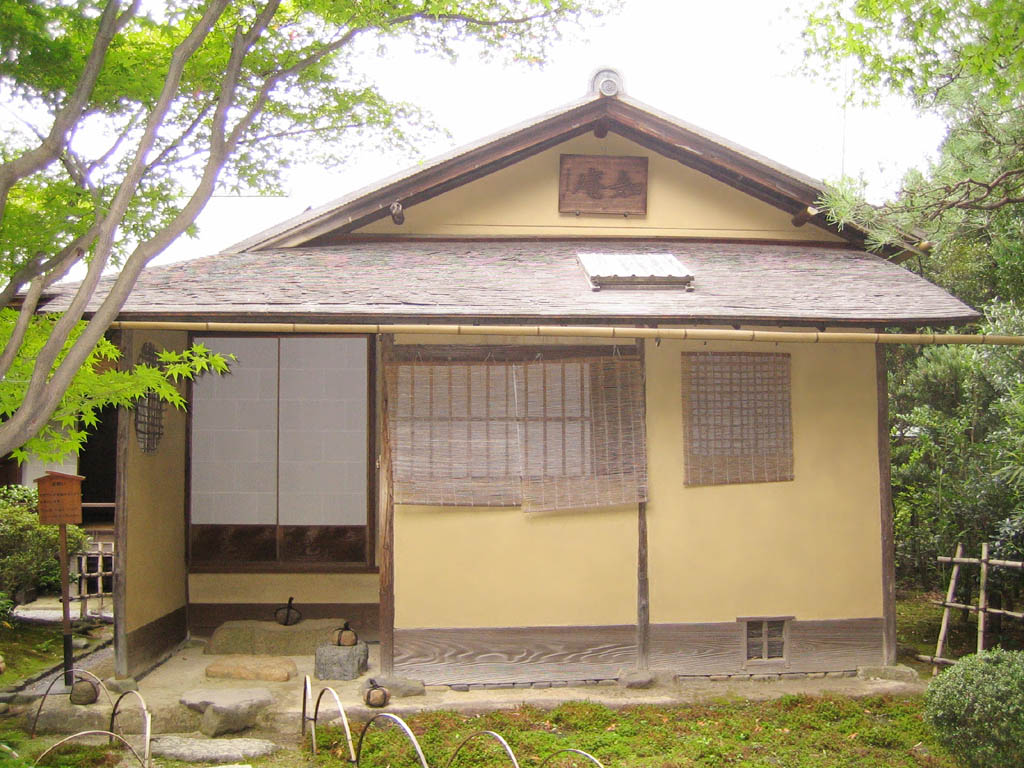
Joan-Teehaus

Diese Sehenswürdigkeit (jap. Uraku-en) ist bekannt als Teegarten für die japanische Teezeremonie. In dem Garten befindet sich das Joan-Teehaus, das von Oda Uraku (1547–1621, jüngerer Bruder von Oda Nobunaga) im Jahr 1618 gebaut wurde. Der Teemeister Oda Uraku war ein Schüler des bekannten Teemeisters Sen no Rikyu. Obwohl das Joan-Teehaus ursprünglich in der damaligen Hauptstadt Kyōto gebaut wurde, wurde es 1972 dort ab- und in Inuyama wiederaufgebaut. Das Gebäude gilt als eines der besten Beispiele der Teehaus-Architektur.

### Fluss Kiso
Der Kiso-Fluss besitzt einige sehr malerische Stromschnellen flussaufwärts der Burg. Diese Stromschnellen mit den Felsen werden Nihon Rhine, d. h. japanischer Rhein genannt, wegen der Ähnlichkeit des deutschen Flusses Rhein. Für Touristen werden Boots-Ausflüge und Kormoran-Angeln angeboten.

### Freilichtmuseum Meiji-Mura

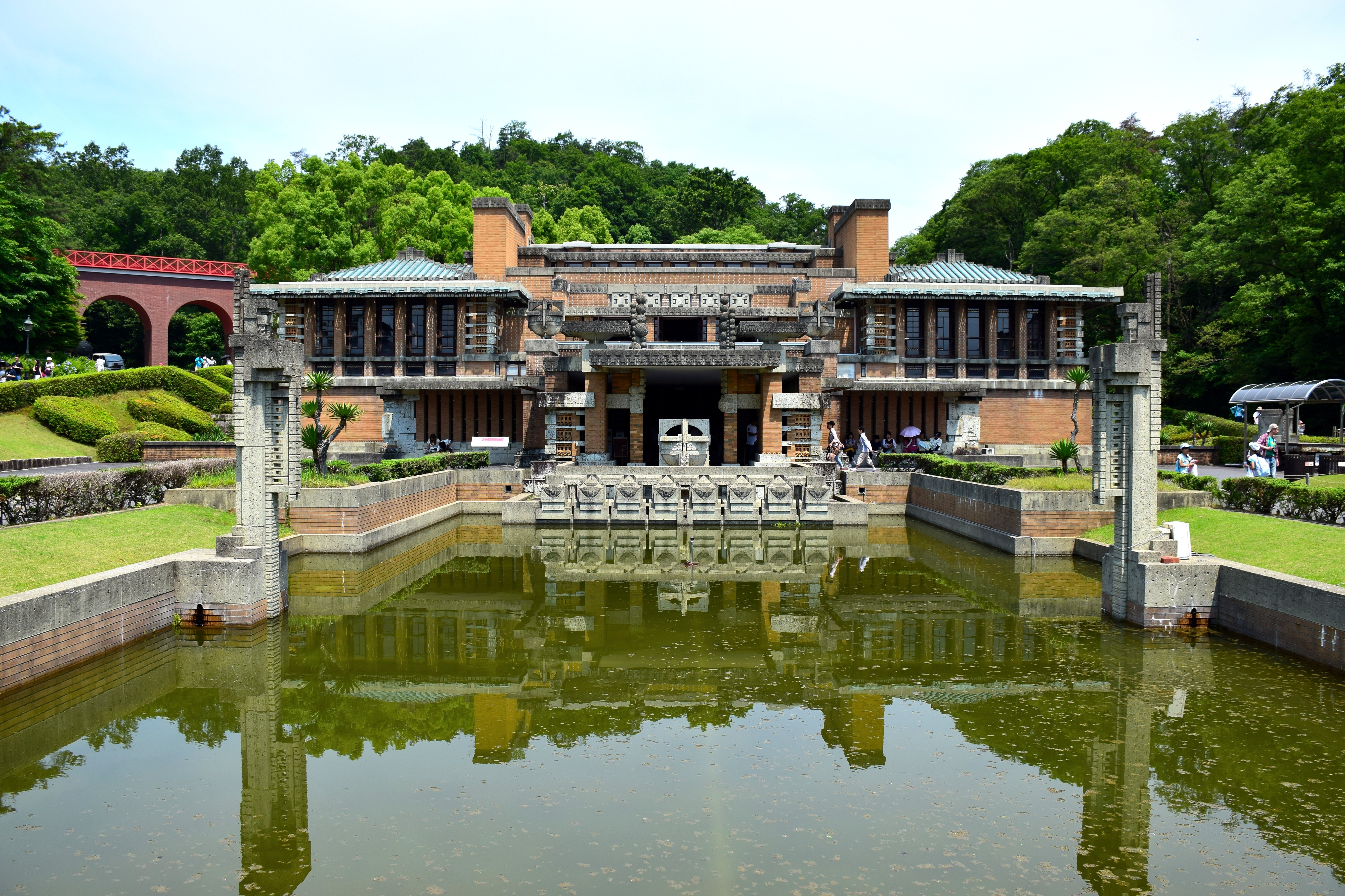
Imperial Hotel

Etwas außerhalb der Stadt befindet sich das Freilichtmuseum Meiji Mura (明治村), welches ausgewählte Gebäude der Meiji-Zeit (1867–1912) erhält und ausstellt. Es befinden sich dort mehr als 60 historische Gebäude auf über einem Quadratkilometer Fläche, darunter als Hauptattraktion der Haupteingang und die Lobby des ursprünglichen Imperial Hotel von Tokio. Die wurde vom Architekten Frank Lloyd Wright entworfen und der Bau im Jahr 1923 fertiggestellt. Durch das große Erdbeben im gleichen Jahr allerdings stark beschädigt.

### Freilichtmuseum Little World

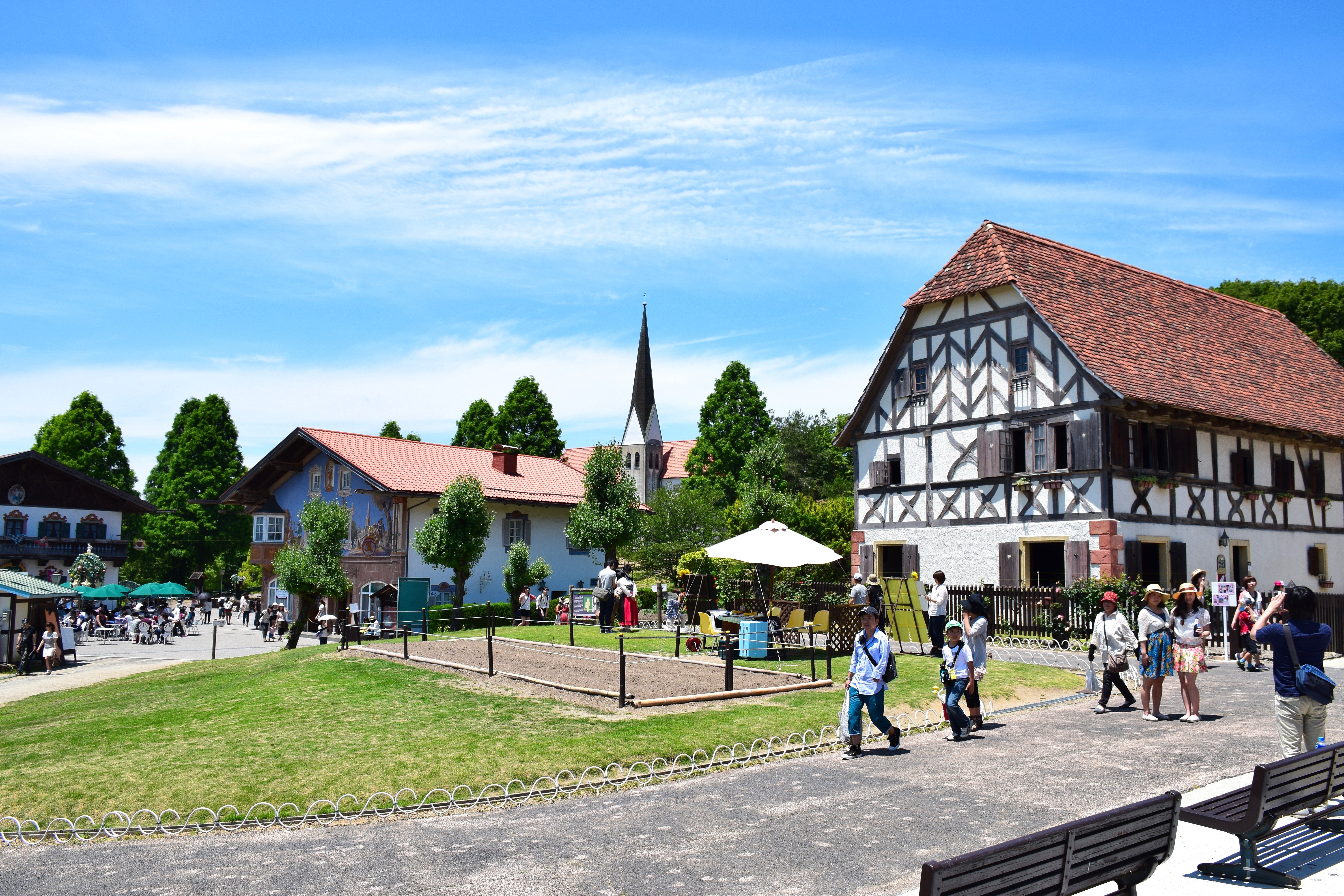
Freilichtmuseum Little World

Ein weiteres Freilichtmuseum mit Vergnügungspark befindet sich im Umkreis der Stadt, das Little World. Als anthropologisches Museum wurden dort Gebäude gebaut, die den ursprünglichen Baustil von Ureinwohnern von 22 Ländern weltweit zeigen, unter anderen ein bayerisches Dorf, koreanische Bauernhäuser oder südamerikanische Wohnhütten.

### Vergnügungspark Japan Monkey Park
Ein weiterer Vergnügungspark ist der Japan Monkey Park mit verschiedenen Affenarten und Fahrgeschäften.

## Bildung und Forschung
In Inuyama befindet sich das Japanische Affenzentrum, eine Zweigstelle des Kyōto Regional Primate Institute der Universität Kyōto und eines der führenden Zentren zur Erforschung der nichthumanen Primaten-Biologie und deren Verhalten. Der Schimpanse Ai lebt hier.

## Städtepartnerschaften
Partnerstadt Inuyamas ist Sankt Goarshausen in Deutschland.

## Verkehr
Die Stadt Inuyama wird durch drei Linien der Bahngesellschaft Meitetsu erschlossen, die im Bahnhof Inuyama aufeinandertreffen: die Meitetsu Inuyama-Linie, die Meitetsu Komaki-Linie und die Meitetsu Hiromi-Linie. Von 1962 bis 2008 bestand die Monkey Park Monorail, eine Einschienenbahn vom Bahnhof Inuyama-Yūen zum Japan Monkey Park.

## Angrenzende Städte und Gemeinden
- Präfektur Aichi
  - Kasugai
  - Komaki
  - Ōguchi
  - Fusō
- Präfektur Gifu
  - Tajimi
  - Kani
  - Kakamigahara
  - Sakahogi

## Persönlichkeiten
- Taisuke Mizuno (* 1993), Fußballspieler
- Kaori Moritani (* 1969), Sängerin
- Yashiro Rokurō (1860–1930), Admiral und Marineminister